# Stephen Colletti
Stephen Colletti, född 7 februari 1986 i Newport Beach, Kalifornien, USA, är en italiensk-amerikansk skådespelare som bland annat medverkat i MTV-serien Laguna Beach och medverkat i One Tree Hill (The CW) som Chase Adams.
Före och under inspelningen av Laguna Beach var han tillsammans med Kristin Cavallari, också huvudperson i serien. Han har också haft en relation med Lauren Conrad, känd från Laguna Beach och The Hills. 
Han medverkade i en av Taylor Swifts musikvideor, "White Horse".